# Mohammad Ranjbar
Mohammad Ranjab (Kermanshah, 1935 – Teheran, 29 giugno 2004) è stato un calciatore e allenatore di calcio iraniano, di ruolo difensore.

## Carriera

### Club
Ha sempre giocato nel campionato iraniano.

### Nazionale
Con la maglia della nazionale ha disputato 23 partite tra il 1959 e il 1967.

### Allenatore
Allenando la nazionale ha trionfato in Coppa d'Asia, nel 1972.

## Palmarès

### Nazionale
- Coppa d'Asia: 1

1972